# 拉特内勒
拉特内勒（法語：Ratenelle，法語發音：[ʁatnɛl]）是法国索恩-卢瓦尔省的一个市镇，属于卢昂区。

## 地理
拉特内勒（46°31'37"N, 5°0'58"E）面积8.03 平方千米，位于法国勃艮第-弗朗什-孔泰大區索恩-卢瓦尔省，该省份为法国中部省份，北起顺时针与科多尔省、汝拉省、安省、罗讷省、卢瓦尔省、阿列省和涅夫勒省接壤。
与拉特内勒接壤的市镇（或旧市镇、城区）包括：塞穆瓦耶、屈斯里、拉热内特、普雷蒂、罗姆奈、拉特吕谢尔。

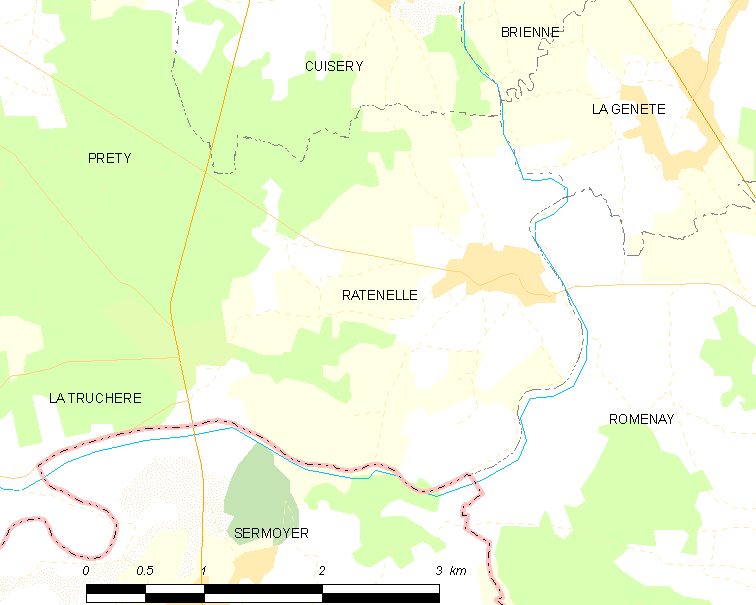
拉特内勒的OSM定位图

拉特内勒的时区为UTC+01:00、UTC+02:00（夏令时）。

## 行政
拉特内勒的邮政编码为71290，INSEE市镇编码为71366。

## 政治
拉特内勒所属的省级选区为屈索县。

## 人口

1962-2008年间拉特内勒人口变化图示

拉特内勒于2022年1月1日时的人口数量为369人。